# Milivoj Solar
Milivoj Solar (Koprivnica 8. travnja 1936.), hrvatski teoretičar književnosti, akademik.
Doktorirao 1964. disertacijom o Franu Galoviću na Filozofskom fakultetu u Zagrebu. Redovni profesor Filozofskog fakulteta u Zagrebu, njegova knjiga Teorija književnosti. prvi put je izdana 1976., 20-ti put 2005.
Akademik je od 17. lipnja 2008.

## Djela
- Pitanja poetike, Školska knjiga, Zagreb, 1971.
- Ideja i priča, Liber, Zagreb, 1974.
- Književna kritika i filozofija književnosti, Školska knjiga, Zagreb, 1976.
- Teorija književnosti, Školska knjiga, Zagreb, 1976.
- Uvod u filozofiju književnosti, Teka, Zagreb, 1978.
- Smrt Sancha Panze, MH, Zagreb, 1981.
- Suvremena svjetska književnost, Školska knjiga, Zagreb, 1982.
- Mit o avangardi i mit o dekadenciji, Nolit, Beograd, 1985.
- Eseji o fragmentima, Prosveta, Beograd, 1985.
- Filozofija književnosti, Liber, Zagreb, 1985.
- Roman i mit, August Cesarec, Zagreb, 1988.
- Teorija proze, SNL, Zagreb, 1989.
- Laka i teška književnost, MH, Zagreb, 1995.
- Vježbe tumačenja. Interpretacije lirskih pjesama, MH, Zagreb, 1997.
- Edipova braća i sinovi, Naprijed, Zagreb, 1998.
- Granice znanosti o književnosti, Zagreb : Naklada Pavičić, 2000.
- Povijest svjetske književnosti: kratki pregled, Zagreb : Golden marketing, 2003.
- Predavanja o lošem ukusu: obrana estetičkog uma, Zagreb: Politička kultura, 2004.
- Ideja i priča (Izabrana djela 1), Zagreb: Golden marketing - tehnička knjiga, 2004.
- Uvod u filozofiju književnosti (Izabrana djela 2), Zagreb: Golden marketing - tehnička knjiga, 2004.
- Retorika postmoderne, Zagreb: MH, 2005.

## Nagrade
Milivoj Solar je dobitnik:
- Nagrade Grada Zagreba 1972. godine,
- Nagrade "Božidar Adžija" 1975. godine,
- Nagrade "Vladimir Nazor" 1977. i 2004. godine
- Nagrade HAZU za knjigu Povijest svjetske književnosti,
- Nagrade grada Koprivnice za životno djelo 2007. godine i
- Nagrade "Vladimir Nazor" za životno djelo 2010.[1]